# Karakax (Fluss)
Der Karakax (uigurisch قاراقاش دەرياسى Qaraqash Däryasi, chinesisch 墨玉河, Pinyin mòyùhé – „Fluss Moyu“, wörtlich "Tintenjade-Fluss", chinesisch 黑玉河, Pinyin hēiyùhé – „Fluss Heiyu“, wörtlich "Schwarze Jade-Fluss", deutsch "Karakax", "Karakasch") ist der linke Quellfluss des Hotan in Aksai Chin und im Süden des autonomen Gebiets Xinjiang im Südwesten der Volksrepublik China.
Der Karakax entspringt in Aksai Chin am Nordhang des westlichen Himalaja. Er durchfließt Aksai Chin in nördlicher Richtung und wendet sich anschließend nach Westen. Bei der Siedlung Xaidulla ändert der Karakax seinen Kurs nach Norden und schneidet sich durch das westliche Kunlun-Gebirge. Er wendet sich zur darauf nach Osten. Er setzt seinen Kurs in Ostnordost-Richtung durch das Kunlun-Gebirge fort. Kurz vor Erreichen des Tarimbeckens wird der Fluss von der Wuluwati-Talsperre aufgestaut. Er fließt nun durch die Taklamakan-Wüste westlich der Stadt Hotan. Er passiert die gleichnamige Stadt, welche zugleich das Verwaltungszentrum des gleichnamigen Kreises ist. Etwa 130 km weiter nördlich vereinigt sich der Karakax mit dem Yurungkax zum Hotan. Der gesamte Flusslauf von Karakax und Hotan hat eine Länge von 1035 km.